# Сибон, Гералд
Гералд Сибон (нидерл. Gerald Sibon; родился 19 апреля 1974 года в городе Эммен, Нидерланды) — нидерландский футболист, выступавший на позиции нападающего. Известен по выступлениям за клубы «Шеффилд Уэнсдей», «Херенвен», «Аякс» и ПСВ. Участник Олимпийских игр 2008 в Пекине.

## Клубная карьера
Гералд начал профессиональную карьеру в клубе «Твенте». Он всего три раза вышел на замену в  Эредивизи, после чего покинул команду из-за высокой конкуренции. Сибон присоединился к «ВВВ-Венло» из Эрстедивизи. В новой команде Гералд за два сезона стал одним из лидеров и лучшим бомбардиром, забив 34 мяча. В 1996 году он перешёл в «Роду», которой за год помог выйти в элиту и выиграть Кубок Нидерландов.
В 1997 году Сибон перешёл в амстердамский «Аякс». Конкурентами за место в основе были Вамберто, Шота Арвеладзе, Георгий Кинкладзе и Бриан Лаудруп, поэтому Гералд прочно осел на лавке. Несмотря на это он смог выиграть золотые медали чемпионата и дважды завоевать национальный кубок. В 1999 году Сибон перешёл в английский «Шеффилд Уэнсдей». Сумма трансфера составила 2 млн. евро. За три сезона в Англии он сыграл более 100 матчей и в 2001 году был признан лучшим футболистом года в клубе.
В 2002 году Гералд вернулся на родину, подписав контракт с «Херенвеном». За новую команду он забивал в каждом втором матче и в 2004 году получил приглашение от ПСВ. С клубом из Эйндховена Сибон дважды выиграл чемпионат, завоевал кубок страны, но также, как и в «Аяксе» с трудом выдерживал конкуренцию со стороны Яна Веннегора оф Хесселинка и бразильца Роберта. Летом 2006 года Гералд покинул Нидерланды и перешёл в немецкий «Нюрнберг». 12 августа в матче против «Штутгарта» он дебютировал в Бундеслиге. В новой команде Сибон не смог закрепиться в основе, ни разу в выйдя в стартовом составе. С «Нюрнбергом» он выиграл Кубок Германии, после чего покинул команду.
Сибоне вернулся в «Херенвен», где вновь реанимировал карьеру. В двух из трёх сезонов он стал лучшим бомбардиром команды, а также выиграл очередной кубок страны. В 2010 году Гералд принял приглашение австралийского «Мельбурн Сити». 5 густа в матче против «Сентрал Кост Маринерс» он дебютировал в А-Лиге. 29 августа в поединке против «Перт Глори» Сибон забил свой первый гол за «Мельбурн». По окончании сезона Гералд в третий раз вернулся в «Херенвен», где через год завершил карьеру.

## Международная карьера
В 2008 году в составе олимпийской сборной Нидерландов Сибон принял участие в Олимпийских играх в Пекине. На турнире он сыграл в матчах группового этапа против команд Нигерии, США и Японии. В поединках против японцев и американцев Гералд забил по голу.

## Достижения
Командные
 «Рода»
- Обладатель Кубка Нидерландов — 1996/1997

 «Аякс»
- Чемпионат Нидерландов по футболу — 1997/1998
- Обладатель Кубка Нидерландов — 1997/1998
- Обладатель Кубка Нидерландов — 1998/1999

 ПСВ
- Чемпионат Нидерландов по футболу — 2004/2005
- Чемпионат Нидерландов по футболу — 2005/2006
- Обладатель Кубка Нидерландов — 2004/2005

 «Нюрнберг»
- Обладатель Кубка Германии — 2006/2007

 «Херенвен»
- Обладатель Кубка Нидерландов — 2008/2009